# Samug
Samug – według Sumeryjskiej listy królów osiemnasty władca należący do tzw. I dynastii z Kisz. Dotyczący go fragment brzmi następująco:
„Samug (z Kisz), syn Barsalnuny, panował przez 140 lat”.